# شارلوت کولمن
شارلوت کولمن (انگلیسی: Charlotte Coleman; ۳ آوریل ۱۹۶۸ – ۱۴ نوامبر ۲۰۰۱) هنرپیشه اهل بریتانیا بود. وی بین سال‌های ۱۹۷۷ تا ۲۰۰۱ میلادی فعالیت می‌کرد.
از فیلم‌ها یا برنامه‌های تلویزیونی که وی در آن نقش داشته‌است می‌توان به چهار عروسی و یک تشییع جنازه، مردی با باران در کفش‌هایش، انتقام شیرین و پری‌ها اشاره کرد.